# Cratere Sisakyan
Sisakyan è un cratere lunare di 35,6 km situato nella parte nord-occidentale della faccia nascosta della Luna.